# بوشيني تورنفورتي
بوشيني تورنفورتي (الاسم العلمي: Puccinia tournefortiae) هو نوع من الفطريات يتبع جنس البوشيني من فصيلة البوشينية.